# Кьосфоссен
Кьосфоссен (Kjosfossen) — водоспад в Норвегії. Розташований у муніципалітеті Аурланн у фюльке Вестланн. Його загальна висота становить близько 225 м. На водоспаді є невелика електростанція, яка використовується для живлення Фломська залізниця.

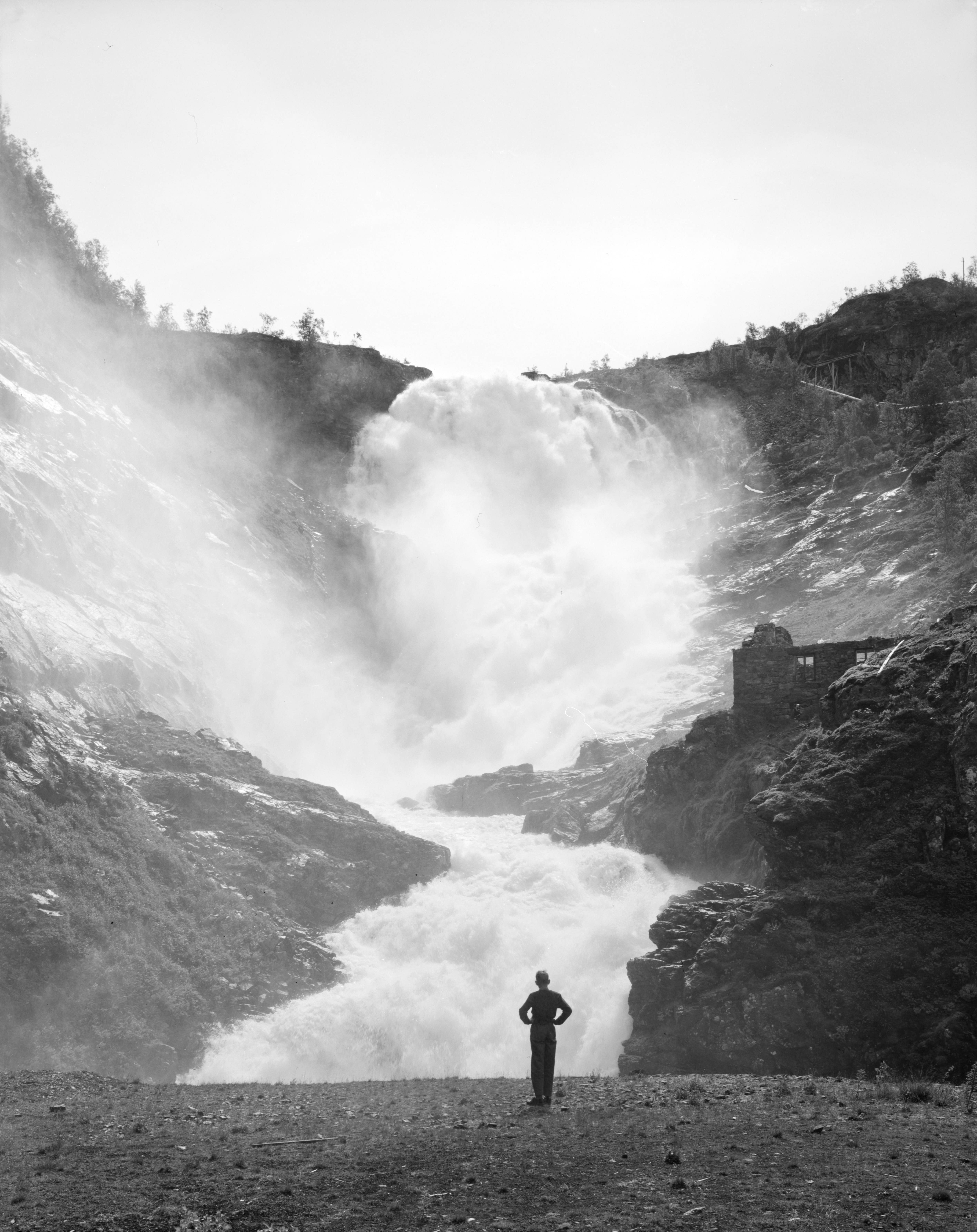
Кьосфоссен в 1962 році.

Фломська залізниця проходить прямо над верхньою частиною водоспаду, що є однією з головних визначних пам'яток для туристів.
Водоспад розташований приблизно за 1,5 км на північний схід від станції Мюрдаль. Під час основного туристичного сезону влітку актриса в костюмі легендарної Хульдри (спокуслива лісова істота у скандинавському фольклорі) танцює та співає перед водоспадом, коли потяги заходять на станцію, щоб розважити туристів. Усі актриси-хульдри є ученицями норвезької балетної школи.
Водоспад щорічно відвідує 900 000 туристів, і він вважається однією з найвідвідуваніших природних туристичних пам'яток Норвегії.